# ماريغونا دراغوشا
ماريغونا دراغوشا (بالألبانية: Marigona Dragusha) هي عارضة أزياء وملكة جمال كوسوفية ولدت في يوم 23 سبتمبر 1990 في بريشتينا في كوسوفو. فازت بلقب ملكة جمال كوسوفو 2009 ومثلت كوسوفو في مسابقة ملكة جمال الكون 2009 في ناساو في البهاماس وحصلت على لقب الوصيفة الثانية. تتقن التكلم باللغات الألبانية والإنجليزية والإسبانية.